# Salome Benidze
Salome Benidze (en georgiano სალომე ბენიძე; Kutaisi, 1986) es una novelista y poetisa georgiana.

## Biografía
Nacida en 1986, Salome Benidze pertenece a una generación de escritoras contemporáneas —como Ekaterine Togonidze y Mariam Bekauri— bien establecidas en la escena literaria georgiana.
Estudió periodismo, relaciones públicas y ciencias políticas en la Universidad Estatal de Tiflis, Universidad de Vilna e Institución Tecnológica Alexander de Salónica.
Ha trabajado en varias agencias gubernamentales y no gubernamentales, y actualmente trabaja como especialista en relaciones públicas, participando activamente en la defensa de los derechos de las mujeres.

## Obra
Salome Benidze es conocida en Georgia por su poesía, prosa y traducciones. En 2012 fue galardonada con el premio literario SABA por el mejor debut del año por la colección de poesía Una nota explicativa (მოხსენებითი ბარათი, 2011).
En 2013, 2014 y 2015, sus relatos Las amantes de mi amante, El superviviente y Lidia fueron incluidos en la antología Modern Prose Anthology '15 Best Short Stories', publicada anualmente. 
Como traductora ha traducido La jaula dorada, de Shirin Ebadi, y Artículo único, de Milorad Pavić.
Su obra La ciudad en el agua (ქალაქი წყალზე, 2015) se convirtió en un éxito de ventas nacional y recibió el premio Tsinandali. Es una colección de cuentos que tratan sobre siete mujeres que residen en una misma ciudad. Las principales protagonistas de estos textos son mujeres valientes, independientes y fuertes, que se enamoran, toman decisiones y asumen la responsabilidad de sus propias vidas.